# Ein Kind von Traurigkeit
Ein Kind von Traurigkeit (Originaltitel: Pure) ist ein britisches Filmdrama von Regisseur Gillies MacKinnon aus dem Jahr 2002.

## Handlung
Der zehnjährige Paul lebt mit seiner Mutter Mel und seinem jüngeren Bruder Lee in einer heruntergekommenen Gegend im Londoner East End. Nach dem Tod des Vaters ist Paul plötzlich auf sich alleine gestellt, denn seine Mutter Mel hat die Verantwortung für ihr Leben längst an ihren Dealer Lenny abgegeben, der sie nicht nur mit Heroin versorgt, sondern auch ihr Liebhaber ist. Paul, der für sein Alter sehr eigenständig ist, begreift allmählich, dass seine Mutter, wie sie ihm sagt, keine Medikamente, sondern Drogen nimmt.
Eines Tages stirbt ihre Bekannte Vicki Green, die eine Tochter hinterlässt, an einer Überdosis. Als Mel sich mit den Kindern in einem Bus Richtung Sozialdienst befindet und von einem Arzt auf die Infektion am Kinn von Vicki's Tochter angesprochen wird, eskaliert das Gespräch. Mel drückt dem Arzt das Kind in die Hand und verlässt mit ihren Söhnen den Bus. Daraufhin konfrontiert Paul seine Mutter wutentbrannt mit der Drogensucht und sie beschließt einen kalten Entzug zu machen. Mel setzt ihren Sohn als Wache über sie ein und er versiegelt die Tür zu ihrem Entzugsraum, in dem sie sich mit Cola, Zigaretten und einem Eimer zum Erbrechen eingedeckt hat.
Wiederholt gaukelt sie ihm vor, dass er sie rauslassen könnte, doch er bleibt standhaft und setzt den von ihr genannten Zeitraum des Entzugs gegen ihren Willen durch. Zwischenzeitlich taucht ein Polizeibeamter auf und bittet Paul um Informationen. Auf Verneinung seinerseits bedrängt er ihn nicht weiter und hinterlässt nur eine Visitenkarte. Da sich Mel in letzter Zeit nicht bei ihrem Dealer gemeldet hat, steckt dieser ihr eine Tüte Heroin für 20 Pfund in den Haustürbriefschlitz, welche Paul an sich nimmt. Während des Entzugs seiner Mutter kommt die ebenfalls abhängige Bekannte Louise vorbei und überredet Paul, seine Mutter für einen Besuch bei ihr kurz alleine zu lassen. Als Paul die Zeit vergisst und zurück zu seiner Mutter fährt, ist es zu spät. Die Haustür ist offen und er beobachtet nach dem Betreten, wie Lenny seiner Mutter eine Dosis per Spritze verabreicht.
Es folgt eine Hausdurchsuchung und ihre Wohnung wird von den Ermittlern unter Aufsicht des Jugendamtes gestürmt. Der Beamte sieht den letzten Ausweg und bezieht in die Ermittlungen den Jungen ein, indem er ihn anspricht und meint: „Hör zu Junge! Wer meiner Mutter sowas antun würde, auf den wäre ich verdammt nochmal sehr sauer!“. Daraufhin ist Paul in der Obhut seiner Großmutter und unter Aufsicht des Jugendamtes. Paul will seine Mutter besuchen, doch sie selbst rät ihm jetzt davon ab, denn sie weiß inzwischen von den Ärzten, dass der Kontakt zu ihm hinderlich beim Entzug sein wird.
Paul verbringt seine Zeit dann mit Louise und trifft währenddessen auf den Dealer Lenny, der ihn nach dem Aufenthaltsort seiner Mutter befragt. Es kommt zu einem Treffen beim Jugendamt, doch Mel ist nicht stark genug, um dies pünktlich wahrzunehmen. Paul ist wütend und wendet sich an Louise. Er zeigt ihr das Päckchen, was er aufgelesen hatte und sagt ihr, dass er wissen wolle, wie sich seine Mutter fühle, wenn man Heroin nimmt. Louis willigt ein und raucht es zusammen mit ihm. Es folgt eine Szene, die den kleinen Paul im Herointrip darstellt. Er ist desorientiert und wird irgendwann von Inspektor French gefunden und zu seinen Großeltern gebracht.
Inspektor French hat mit Paul ein intensives Gespräch über Lenny und seine Machenschaften und Paul wird erklärt, dass die Polizei Larry mit einer großen Lieferung erwischen muss. Als Lenny an seiner Schule auftaucht, erkennt er seine gefährliche Ader und begibt sich zum Jugendamt, um seine Mutter ausnahmsweise zu besuchen. Diese ist wiederholt auf kaltem Entzug, denn ihr ist die Flasche mit Methadon zerbrochen. Als Paul begreift, dass sie so unmöglich das Sorgerecht wiedererlangen kann und es 6 Monate dauert für einen erneuten Antrag, kontaktiert er Inspektor French.
Paul trifft sich in einem Restaurant mit Lenny und fragt ihn explizit nach Heroin für seine Mutter, denn er wolle endlich wieder nach Hause. Lenny durchschaut den Trick nicht, denn es wird gerade eine Heroinlieferung am Tresen abgewickelt, die Paul einige Tage zuvor aufgefallen war. Die Ermittler sind durch Paul eingeweiht und nehmen die beteiligten Personen fest. Sie lassen es durch ermittlertechnische Gewalt gegenüber Paul so aussehen, als dass sie auch ihn als Täter in betracht ziehen und sorgen dafür, dass Lenny ihn auf dem Revier sieht, um ihn zu schützen.
Letztlich geht es um die Obhut und eine Anhörung beim Jugendamt. Paul schnappt sich seinen im Rollstuhl sitzenden Großvater und bringt ihn ebenfalls zur Anhörung, welche dann zugunsten der Zusammenführung ausfällt. Mel, Lee und Paul sind nun wieder vereint und Mel’s Dealer im Knast.

## Kritiken
- Kevin Thomas beschrieb in der Los Angeles Times das Spiel von Harry Eden als beherzt. Der Film sei realistisch, sentimental und brutal.[1]

## Auszeichnungen
- Manfred-Salzgeber-Preis der Internationalen Filmfestspiele Berlin für Gillies MacKinnon und Harry Eden im Jahr 2003
- Preis der Internationalen Filmfestspiele Emden für Gillies MacKinnon im Jahr 2003